# نزلة سعيد (بني سويف)
قرية نزلة سعيد هي إحدى القرى التابعة لمركز سمسطا في محافظة بني سويف في جمهورية مصر العربية. حسب إحصاءات سنة 2006، بلغ إجمالي السكان في نزلة سعيد 5061 نسمة، منهم 2561 رجل و2500 امرأة.